# Urho Castrén
Urho Castrén (né le 30 décembre 1886 à Jyväskylä, mort le 8 mars 1965 à Helsinki) est un juriste, un magistrat et un homme d'État et  premier ministre de Finlande,.

## Biographie
Après des études secondaires au lycée de Jyväskylä il passe son baccalauréat en 1907.
Il obtient une maîtrise en droit en 1910. 
après ses études, en 1913-1914, Il commence sa carrière juridique en tant qu'assistant au cabinet d'avocats de son oncle Jonas Castrén.
Il enseigne à la faculté de droit de l'Université d'Helsinki entre 1918 et 1927. 
De 1922 à 1926, il est juge de district.
Malgré son appartenance au Parti de la coalition, Urho Castrén n'est pas actif en politique, mais il est néanmoins nommé ministre de la Justice dans le gouvernement Kallio II en 1926.
Puis de 1926 à 1929, il est chancelier de justice adjoint puis chancelier de justice titulaire. 
En 1929 il est nommé président de la cour civile suprême de Finlande. 
Après la démission pour raisons de santé d'Antti Hackzell il forme sous l'étiquette du Parti de la coalition nationale une coalition gouvernementale le 21 septembre 1944.
Il est premier ministre pendant 57 jours de septembre à novembre 1944 du gouvernement Urho Castrén.
Son gouvernement est responsable de la mise en œuvre de l'l'accord de cessez-le-feu, y compris de l'abolition des organisations interdites par l'accord.
Le gouvernement s'est rapidement désintégré en raison de désaccords internes entre les sociaux-démocrates et des critiques de la Commission de surveillance des alliés (fi), Urho Castrén retournant à son poste dans la magistrature.
Urho Castrén est membre de la famille Castrén. Son oncle est le politicien et avocat Jonas Castrén. 
Le neveu d'Urho Castrén, est Erik Castrén, qui deviendra professeur de droit et diplomate. La fille d'Urho Castrén était la théologienne Inga-Brita Castrén.

## Prix et reconnaissance
Urho Castrén a reçu les distinctions suivantes:
- Ordre de la croix de la Liberté;
- Ordre de la Rose blanche
- Doctorat honoris causa de l'université d'Helsinki, 1948,
- Doctorat honoris causa de l'université de Stockholm 1957;
- Membre honoraire de l'Association des avocats finlandais 1948;
- Membre honoraire de l'Association administrative nordique 1961;
- Membre honoraire de Pelastakaa Lapset ry 1964.